# Dhvani Bhanushali
Dhvani Bhanushali (sinh ngày 22 tháng 3 năm 1998)  là một ca sĩ Ấn Độ. Sinh ra ở Mumbai, cô nổi tiếng với đĩa đơn Vaaste đã vượt 1 tỷ lượt xem trên YouTube, trở thành ngôi sao nhạc pop Ấn Độ trẻ nhất có được một tỷ lượt xem nhanh nhất trên YouTube.

## Tiểu sử
Dhvani sinh ra và lớn lên ở thành phố Mumbai, cha cô là Vinod Bhanushali, Chủ tịch Tiếp thị Toàn cầu và Xuất bản Truyền thông cho T-Series, và mẹ là Rinku Bhanushali trong một gia đình người Gujarati theo đạo Hindu . Cô có một người em gái tên là Diya Bhanushali.
Dhvani xuất hiện lần đầu tiên với các bài hát "Humsafar Acoustic" của nhạc sĩ Badrinath Ki Dulhania, "Tere Mere Reprise" của Chef , "Veere" trong phim hài cùng tên và "Ishtehaar" từ phim Welcome To New York. Sau đó, cô đã có cơ hội làm việc với ca sĩ nổi tiếng Neha Kakkar trong bài hát "Dilbar" và Guru Randhawa trong bài hát "Ishare Tere".  Bài hát đầu tay của cô là "Ishtehaar" từ bộ phim Welcome To New York, trong đó cô hát cùng Rahat Fateh Ali Khan. Cô đã phát hành MV "Gulabi Aankhen" cùng thời điểm với bài hát " Shape of You ". Năm 2018, cô đã phát hành đĩa đơn "Leja Re" và "Main Teri Hoon".  Cô cũng đã hát bài "Duniyaa" nhạc phim chính của Luka Chuppi cùng với Akhil. Cô cũng đã hát bài hát "Laila" cho bộ phim Notebook . Cô đã hát đĩa đơn " Vaaste " cùng với Nikhil D'Souza, bài hát này đã trở thành bài hát Ấn Độ được yêu thích nhất trên YouTube vào thời điểm đó và bài hát đã thu về 50 triệu lượt xem chỉ trong tuần đầu ra mắt. Sau đó cô đã cho ra mắt bài "Dariyaganj"từ bộ phim Jai Mummy Di . Sau đó, cô đã hát "Nachi Nachi" từ bộ phim Đường Dancer 3D với Neeti Mohan và Millind Gaba. Cô cũng hát "Jeetenge Hum" do DJ Chetas và Lijo George sáng tác và được viết bởi Manoj Muntashir và "Gallan Goriyan" do Taz sáng tác và được viết bởi Kumaar. Sau đó, cô tiếp tục cho ra mắt MV "Baby Girl" song ca cùng với Guru Randhawa. Bài hát mới nhất của cô là "Nayan" hát cặp với Jubin Nautiyal, được sáng tác bởi DJ Chetas và Lijo George. Muntashir cũng là ca khúc cuối cùng của cô trong năm 2020. Đĩa đơn mới nhất của cô là "Radha" được phát hành vào sinh nhật lần thứ 23 của cô.
Khi làm việc với Tanishk Bagchi, Dhvani cho biết rằng anh ấy như là một người cố vấn của cô vậy. Cô ấy nói: "Anh ấy đã hướng dẫn tôi rất tốt. Sự nghiệp của tôi phần lớn là do anh ấy tạo ra."
Cô tốt nghiệp Cử nhân Thương mại Trường đại học Mumbai vào tháng 9 năm 2019. Cô cũng đã tốt nghiệp ngành Quản trị kinh doanh.

## Các bài hát
|  | Biểu thị những phim chưa được phát hành |

### Nhạc phim
| Năm  | Tên bài hát                 | Phim                 | Song ca cùng                                                                           | Sáng tác                          | Viết lời                                | Đơn vị phát hành             | Ghi chú          | Ngôn ngữ  |
| ---- | --------------------------- | -------------------- | -------------------------------------------------------------------------------------- | --------------------------------- | --------------------------------------- | ---------------------------- | ---------------- | --------- |
| 2018 | Ishtehaar                   | Welcome to New York  | Rahat Fateh Ali Khan                                                                   | Shamir Tandon                     | Charanjeet Charan                       | Pooja Music/Sony Music India |                  | Hindi     |
| 2018 | Smiley                      | Welcome to New York  | Boman Irani                                                                            | Shamir Tandon                     | Kumaar, Varun Likhate                   | Pooja Music/Sony Music India |                  | Hindi     |
| 2018 | Veere                       | Veere Di Wedding     | Vishal Mishra, Aditi Singh Sharma, Payal Dev, Nikita Ahuja, Iulia Vântur, Sharvi Yadav | Vishal Mishra                     | Anvita Dutt                             | Zee Music Company            |                  | Hindi     |
| 2018 | Dilbar                      | Satyameva Jayate     | Neha Kakkar, Ikka Singh                                                                | Tanishk Bagchi                    | Shabbir Ahmed, Ikka                     | T-Series                     |                  | Hindi     |
| 2019 | Duniyaa                     | Luka Chuppi          | Akhil                                                                                  | Abhijit Vaghani                   | Kunaal Vermaa                           | T-Series                     | [ 10 ]           | Hindi     |
| 2019 | Laila                       | Notebook             |                                                                                        | Vishal Mishra                     | Abhendra Upadhyay & Vishal Mishra       | T-Series                     | [ 11 ]           | Hindi     |
| 2019 | Mukhda Vekh Ke              | De De Pyaar De       | Mika Singh                                                                             | Manj Musik                        | Kumaar                                  | T-Series                     |                  | Hindi     |
| 2019 | Rula Diya                   | Batla House          | Ankit Tiwari                                                                           | Ankit Tiwari                      | Prince Dubey                            | T-Series                     |                  | Hindi     |
| 2019 | Bekhayali Acoustic          | Kabir Singh          |                                                                                        | Sachet-Parampara                  | Irshad Kamil                            | T-Series                     |                  | Hindi     |
| 2019 | Koka                        | Khandaani Shafakhana | Jasbir Jassi, Badshah                                                                  | Tanishk Bagchi                    | Tanishk Bagchi & Mellow D               | T-Series                     |                  | Hindi     |
| 2019 | Psycho Saiyaan              | Saaho                | Sachet Tandon, Tanishk Bagchi                                                          | Tanishk Bagchi                    | Tanishk Bagchi                          | T-Series                     | [ 12 ]           | Hindi     |
| 2019 | Psycho Saiyaan (Telugu)     | Saaho                | Anirudh Ravichandar, Tanishk Bagchi                                                    | Tanishk Bagchi                    | Sreejo                                  | T-Series                     | Telugu Ra mắt    | Telugu    |
| 2019 | Kadhal Psycho               | Saaho                | Anirudh Ravichandar, Tanishk Bagchi                                                    | Tanishk Bagchi                    | Madhan Karky                            | T-Series                     | Tamil Ra mắt     | Tamil     |
| 2019 | Psycho Saiyaan (Malayalam)  | Saaho                | Yazin Nizar, Tanishk Bagchi                                                            | Tanishk Bagchi                    | Vinayak Sasikumar                       | T-Series                     | Malayalam Ra mắt | Malayalam |
| 2019 | Aagaz                       | Cypher               | Jubin Nautiyal                                                                         | Bharat Kamal                      | Sagar Pathak                            | T-Series                     |                  | Hindi     |
| 2019 | Dhooram                     | Adithya Varma        |                                                                                        | Radhan                            | Vivega                                  | Aditya Music                 |                  | Tamil     |
| 2019 | Tum Hi Aana (Duet Version)  | Marjaavaan           | Jubin Nautiyal                                                                         | Payal Dev                         | Kunaal Vermaa                           | T-Series                     |                  | Hindi     |
| 2019 | Kinna Sona                  | Marjaavaan           | Jubin Nautiyal                                                                         | Meet Bros                         | Kumaar                                  | T-Series                     |                  | Hindi     |
| 2019 | Sauda Khara Khara           | Good Newwz           | Diljit Dosanjh, Sukhbir                                                                | DJ Chetas - Lijo George & Sukhbir | Kumaar                                  | Zee Music Company            |                  | Hindi     |
| 2020 | Dariyaganj                  | Jai Mummy Di         | Arijit Singh                                                                           | Amartya Bobo Rahut                | Siddhant Kaushal                        | T-Series                     |                  | Hindi     |
| 2020 | Dariyaganj (Female Version) | Jai Mummy Di         |                                                                                        | Amartya Bobo Rahut                | Siddhant Kaushal                        | T-Series                     |                  | Hindi     |
| 2020 | Nachi Nachi                 | Street Dancer 3D     | Neeti Mohan, Millind Gaba                                                              | Sachin-Jigar                      | Millind Gaba, Asli Gold                 | T-Series                     |                  | Hindi     |
| 2020 | Racha Racha                 | Street Dancer 3D     | Neeti Mohan, Millind Gaba                                                              | Sachin-Jigar                      | Ramajogayya Shastry                     | T-Series                     |                  | Telugu    |
| 2020 | Aadu Aadu                   | Street Dancer 3D     | Neeti Mohan, Millind Gaba                                                              | Sachin-Jigar                      | Veeramani Kannan, Tony J - Madras Macha | T-Series                     |                  | Tamil     |

### MV
| Năm  | Tên bài hát          | Song ca cùng   | Sáng tác                                      | Lời bài hát        | Kênh phát hành    | Ghi chú                                   |
| ---- | -------------------- | -------------- | --------------------------------------------- | ------------------ | ----------------- | ----------------------------------------- |
| 2018 | Ishare Tere          | Guru Randhawa  | Guru Randhawa                                 | Guru Randhawa      | T-Series          | [ 13 ] [ 14 ]                             |
| 2018 | Leja Re              | Solo           | Tanishk Bagchi                                | Rashmi Virag       | T-Series          | Bản Rebot của Mv "Leja Leja Re"           |
| 2019 | Main Teri Hoon       | Solo           | Sachin–Jigar                                  | Priya Saraiya      | T-Series          | [ 17 ] [ 18 ]                             |
| 2019 | Vaaste               | Nikhil D'Souza | Tanishk Bagchi                                | Arafat Mehmood     | T-Series          | Vaaste đã đạt 1 tỷ lượt xem trên YouTube. |
| 2020 | Na Ja Tu             | Shashwat Singh | Tanishk Bagchi                                | Tanishk Bagchi     | T-Series          | [ 20 ]                                    |
| 2020 | Jeetenge Hum         | Solo           | DJ Chetas - Lijo George                       | Manoj Muntashir    | T-Series          | [ 21 ]                                    |
| 2020 | Gallan Goriyan       | Taz            | Taz                                           | Kumaar, Taz        | T-Series          | [ 22 ]                                    |
| 2020 | Baby Girl            | Guru Randhawa  | Guru Randhawa                                 | Guru Randhawa      | T-Series          | [ 23 ]                                    |
| 2020 | Nayan                | Jubin Nautiyal | DJ Chetas - Lijo George                       | Manoj Muntashir    | T-Series          | [ 24 ]                                    |
| 2021 | Radha                | Solo           | Abhijit Vaghani                               | Kunaal Vermaa      | T-Series          | [ 25 ]                                    |
| 2021 | Tumse Milna/Is Kadar | Guru Randhawa  | Abhijit Vaghani/Himesh Reshammiya/Sajid-Wajid | Faaiz Anwar/Sameer | T-Series          | [ 26 ]                                    |
| 2021 | Mehendi              | Vishal Dadlani | Lijo George, DJ Chetas                        | Priya Saraiya      | Dhvani Bhanushali | [ 27 ]                                    |